# Великоселецьке
Великоселе́цьке — село в Україні, у Оржицькій селищній громаді Лубенського району Полтавської області. Площа населеного пункту — 368 га. Населення становить 480 осіб - 2024 рік. Кількість дворів — 248 шт. До 2020 орган місцевого самоврядування — Селецька сільська рада.
День села — 22 травня

## Географія
Село Великоселецьке знаходиться на правому березі річки Сула, вище за течією примикає село Малоселецьке, нижче за течією за 5 км розташоване село Плехів, на протилежному березі — село Матвіївка (Кременчуцький район). Річка в цьому місці звивиста, утворює лимани, стариці та заболочені озера. Поруч проходить автомобільна дорога Т 1709.

## Символіка
Геральдика с. Великоселецьке затверджена рішенням сесії Селецької сільської ради від 05.05.2008 р. 5 скликання.
На червоному полі золотоволоса жінка-чарівниця, одягнена в срібну сукню і лазуровий плащ, тримає у правиці золотого меча, сидячи верхи на золотому коні, який крокує по зеленому тригір'ї. Щит обрамований декоративним картушем i увінчаний золотою сільською короною.
Сюжет герба пов'язаний з горою «Залізна Баба», розташованою між селами Великоселецьке й Малоселецьке, та легендою про чаклунку, яка захистила мешканців від ворогів.

## Історія

### Заснування села
Час заснування сіл Великоселецьке і Малоселецьке слід вважати поч. XVII ст., а саме 1641 р. За однією з версій поранений козак Роман Селек оселився на болоті в лісі Романчик, що знаходиться між теперішніми селами Онішки та Великоселецьке. Згодом Роман старшого сина Василя поселив поруч з курганом Залізна Баба, і те поселення почало називатися Селецька-Великоселецьке. Меншого сина — біля Сули, і пішла назва Малоселецьке.
1644 р. — споруджено першу церкву на селецькій землі. До середини XVIII ст. Село входило до Лукімської сотні Лубенського полку.
1781 р. — Великоселецьке — у складі Київського намісництва.
12 червня 2020 року, відповідно до розпорядження Кабінету Міністрів України № 721-р «Про визначення адміністративних центрів та затвердження територій територіальних громад Полтавської області», село увійшло до складу Оржицької селищної громади.
19 липня 2020 року, в результаті адміністративно - територіальної реформи та ліквідації  Оржицького району, село увійшло до складу новоутвореного Полтавського району.

### Легенда про гору Залізна Баба
Між селами Великоселецьке і Малоселецьке, немов богатир, що приліг спочити на килимі присульської луки, стоїть пагорб. На тому пагорбі гостроверхий давній курган. Настояну на віках тишу не будить гул тракторів, рідко проїжджають тут автомашини. Велич сивої давнини, її таємничість полонять почуття, гонять опріч буденні думки. А краса відкривається коли піднімаєшся на гору: замилуєшся блакитною стрічкою Сули, зеленими острівцями лісів і гаїв, чепурними хатами, що заховались поміж садів. А поруч, на горі впадають в око рови, вали і зовсім ще недавні бойові рубці останньої війни — піхотні окопи.
Мимоволі впізнаєш ти велику істину: «Все це наша, найкраща, наймиліша земля. Її нам заповіли десятки поколінь предків, і на сторожі свого заповіту поставили ось ці могили, вали, окопи…»
Так побачив і описав цю історичну пам'ятку в одній зі своїх статей член правління Полтавської обласної організації Товариства охорони пам'яток історії і культури В.Посухов.
Гору цю, розлогий курган на ній називають Залізною Бабою. Чому? Ніхто пояснити не може. Забулося. Переказують лише легенди, що дійшли до наших днів.
«Жила на цьому місці колись вдова. Чоловік загинув в одній із сутичок з кочівниками, а їй більш ніхто не припав до серця. І зналася вона на чарах, могла хвороби лікувати, заговорювати від різних напастей. Тому люди хоч і побоювались її як чаклунку, проте шанували.
А одного разу напали на ті місця вороги. Пішли битися з ними чоловіки та не змогли здолати ворожу силу, загинули на полі бою. Лишилися жінки з малими дітьми. Похапали вони малят і подалися на гору, за вали.
З радісними криками приступили туди вороги, бачили-бо близьку поживу. Та боронилися жінки з подесятереною силою та все менше й менше залишалось сил. Ось-ось настане остання хвилина. Плачем та зойками сповнилась гора. А та чарівниця збирала ті сльози в чашу. Потім піднялася на верхівку могили і вилила ті сльози і крикнула богам. І перетворили ті сльози і молитви жінку в залізну, та ще верхи на золотому коні.
А тоді спустилася вона вниз і почала сікти ворогів. Вони ж нічого не могли зробити їй. Всі шаблі та стріли тупилися об її тіло. І злякавшись втекла ворожа сила далеко-далеко. А жінка вже не змогла перетворитися на звичайну. Отож і стала вона на могилі, видивлялася чи все тихо та спокійно навкруги. І довго так стояла. Всі здалеку бачили її. Того й прозвали цю гору Залізною Бабою. А потім вийшов її час і пішла вона під землю. І там внизу десь вона є разом із золотим конем».
Звичайно, назва гори сягає сивої давнини, коли на найвищих точках місцевості було заведено ставити статуї богів чи вельмож. Кочові племена розташовували там так званих ідолів. Дослідники припускають, що саме такий ідол, оздоблений залізом, стояв на цій горі, а до нас він дійшов у вигляді топоніма.

### Селецькі землі в к. Х-ХІ ст.
Археологічних розкопок на даній місцевості не проводилось. Історик В. Г. Ляскоронський лише описав його зовнішній вигляд і висловив припущення, що тут містилось святилище — жертовник скіфського часу, приблизно VII — ІІІ ст.. до нашої ери.
Вид земляних насипів — овал з відростками — валами, майданчиком і курганом посередині — дуже схожий з такими пам'ятками цього періоду, як розкрита могила в Котелевському, Красна могила в Лохвицькому, могили на горі поблизу с. Говтва Козельщинського районів. В археологічній літературі вони називаються ще майданами.
Однак зараз вчені, дослідники дедалі більше схиляються до думки, що насипали ці велетенські вали не скіфи, а наші далекі предки — праслав'яни.
Ті, кого Геродот називав скіфами — орачами, а вони себе — сколотами, тобто побратимами, нащадками сонця. У своїх працях Ляскоринський, Конецпольський припускають, що саме в цій місцевості було давньоруське городище, що належить до періоду ХІ — ХІІІ ст.. Як зазначалось в «Історії міст і сіл України. Полтавська область» в 1895 і 1902 рр. було знайдено два скарби срібних речей і візантійських монет ХІ ст.. : зливок срібла вагою 245,91 г, золоту візантійську монету 976—1025 рр.
Саме ті знахідки й породили численні перекази про багатства заховані в Залізній Бабі. Начебто зберігаються вони там у великому підземеллі, яке охороняє прикований до цепу ведмідь. А щоб потрапити до підземелля потрібно копати вздовж довгої предовгої волосіні, що була прив'язана до високого дуба, який ріс поблизу гори. Але дерево те зрубали, і, не помітивши волосінь, перервали її. Тепер ніхто не зможе потрапити до підземелля.

## Економіка
- Молочно-товарна та птахо-товарна ферми.
- ТОВ «Селецька».

## Об'єкти соціальної сфери
- загальноосвітня школа І-ІІ ступенів
- Клуб.

## Пам'ятки
- Біля села розташований Великоселецький заказник.

## Видатні селечани
- Андрущенко Юрій Васильович (1910—1975) — український радянський поет, журналіст, педагог, автор збірок «Вогонь в душі», «Живу з тобою» і ін.
- Гнатко Василь Петрович — співак і різьбяр, соліст народного хору «Яворівщина».
- Степаненко Микола Іванович — ректор Полтавського державного педагогічного університету.
- Стрельніков Віктор Юрійович — доктор педагогічних наук, професор кафедри культурології та історії Полтавського університету економіки і торгівлі.